# Plexippus baro
Plexippus baro är en spindelart som beskrevs av Wesolowska, Tomasiewicz 2008. Plexippus baro ingår i släktet Plexippus och familjen hoppspindlar. Inga underarter finns listade i Catalogue of Life.